# Ateuchus lecontei
Ateuchus lecontei — вид пластинчатоусых из подсемейства Scarabaeinae.

## Этимология
Видовое название — lecontei, таксону дали в честь американского энтомолога John Lawrence LeConte.

## Распространение
Вид встречается на территории США.